# Термофил
Термофилът е организъм, вид екстремофил, който вирее при сравнително високи температури – над 45 °C. Много термофили са археи.
Термофилите са открити в различни горещи геотермални райони на земното кълбо, като например Йелоустоунския национален парк (виж картинката) и дълбокоморски хидротермални извори.
Предпоставка за оцеляването на термофилите са ензимите в тях, издържащи на високи температури. Някои от тези ензими се използват в молекулярната биология (например устойчивата на нагорещяване ДНК полимераза за полимеразна верижна реакция) и в миещи вещества.
Термофилите се делят на задължителни и избирателни термофили – задължителните термофили (наричани също екстремни термофили) изискват високи температури на живот, докато избирателните термофили (наричани също умерени термофили) могат да виреят както при високи, така и при по-ниски температури (под 50 °C). Хипертермофилите са особен вид екстремни термофили, оптималните температури за които са над 80 °C.

## Значение на ензимите на термофилите
Ензимите изолирани от хипертермофили са от голямо значение за биотехнологиите, тъй като могат да функционират при условия, които биха денатурирали ензими взети от повечето „обикновени“ организми.
Най-често използваната ДНК полимераза за полимеразна верижна реакция е Taq-полимеразата, която е изолирана за първи път от Thermus aquaticus, вид бактерия открита на повърхността на водни пространства като горещите извори в Йелоустоунския национален парк. Липсата на проверяваща Taq ДНК полимераза затруднява някои полимеразни верижни реакции.
ДНК полимеразата, изолирана от Thermococcus litoralis показва проверяващи екзонуклеазни свойства. Thermococcus litoralis е изолиран от дълбокоморски хидротермални извори. Тази ДНК полимераза е известна като изворна полимераза.
Друга вид топлоустойчива полимераза е тази от организма Pyrococcus furiosus. Оптималната температура на растеж за този организъм е 105 – 113 °C, което го прави хипертермофил.
Taq ДНК полимеразата е подходяща при повечето полимеразни верижни реакции, но проучване от 2001 г. отчело, че високонадеждна термостабилна ДНК полимераза като изворната полимераза съставя само 30% от промишлената ДНК полимераза.
Освен това, изследването на белтъците на термофилни организми е помогнало за изучаването на механизма на нагъване на полипептидната верига на белтъците, тъй като са стабилни при температури, които биха денатурирали обикновените белтъци. Ако се разбере как термофилните белтъци са се развили до тази степен на стабилност, това може да помогне да се установи как е станало нагъването на земната кора.

## Някои термофилни организми
- Thermus aquaticus
- Thermus thermophilus
- Chloroflexus aurantiacus (фотосинтетична бактерия)
- Thermococcus litoralis
- Pyrodictium abyssi (Архея)
- Bacillus stearothermophilus

Помпейският червей оцелява при високи температури около дълбокоморски хидротермални извори благодарение на симбиозата си с термофилни бактерии.

## Екстремни термофили
Термофилите обичат топлината (откъдето и идва името им), като оптималната им температура на растеж е 50 °C или повече, максимална температура от 70 °C или повече и минимална температура от около 20 °C, но това са само приблизителни стойности. Някои екстремни термофили изискват много по-високи температури (от 80 °C до 105 °C) за растежа си. Техните мембрани и ензими са необичайно стабилни при високи температури, което е необходимо за процеса на полимеразни верижни реакции, които включват топлинни цикли за разкъсване на водородните връзки в ДНК и получаване на единични вериги, които могат да се копират многократно. Повечето организми от рода Архея изискват проста сяра за растежа си. Някои от тях са анаеробни и използват сярата като електронен акцептор, които използват за дишане вместо кислород. Някои са литотрофни и оксидират сярата като източник на енергия. Те живеят в среда на много ниски стойности на pH (под pH 2) тъй като те самите окисляват средата чрез оксидиране на сяра до получаването на сярна киселина. Тези хипертермофили обитават гореща, богата на сяра среда, обикновено свързана с вулканична дейност, като например горещи извори, гейзери или цепнатини около вулкани, от които излизат пари. Термофилните прокариоти в горещи и геотермални извори са специално адаптирани към живот в такава среда. На подобни места, особено Йелоустоунския национален парк, се открива зониране на микроорганизмите според температурния им оптимум. Тези организми често са оцветени поради наличието на фотосинтетични пигменти.